# Adelijski pingvin
Adelijski pingvin (znanstveno ime Pygoscelis adeliae) je vrsta pingvinov, pogosta vzdolž vseh obal Antarktike.
Adelijski pingvini zrastejo do višine okoli 70 cm in spadajo med srednje velike pingvine. Samice tehtajo od 3.9-4.7 kg, samci pa od 4.3-5.3 kg. Veljajo za agresivne.
Populacijo adelijskih pingvinov ocenjujejo na 4-5 milijonov.